# Sezamovke
Sezamovke (lat. Pedaliaceae), porodica u redu medićolike koja obuhvaća dvadesetak rodova od kojih su najvažniji rodovi Sesamum i Pedalium s vrstom Pedalium murex L., koja raste u Indiji gdje je poznata kao Bada Gokhru gdje se tradicionalno koristi u medicini. Danas se smatra da vrijedan izvor jedinstvenih prirodnih proizvoda za razvoj lijekova protiv raznih bolesti, ali i za razvoj industrijskih proizvoda.

## Opis
Pedaliaceae su porodica sezama čija je izvorna rasprostranjenost je isključivo Stari svijet, u tropskim i suhim staništima, a najpoznatiji predstavnik je Sesamum indicum (indijski sezam). To su zeljaste biljke ili grmovi
To su jednogodišnje ili višegodišnje zeljasta biljke, jako aromatične, sa dlačicama koje izlučuju sluz. Listovi nasuprotni, ponekad naizmjenični u gornjim dijelovima, cjeloviti do duboko režnjeviti; stipule odsutne. Cvatovi vršnii ili aksilarni, cvjetovi pojedinačni ili u cimoznim grozdovima od nekoliko cvjetova sa žlijezdama pri dnu peteljki. Cvjetovi zigomorfni, dvospolni, 5-člani. Čašičnih listića 5, pri dnu spojenih. Vjenčić cjevast, 5-režnjevit, najdonji režanj često najduži. Prašnika 4, epipetalni, u paru s malim staminodom; prašnici 2-lokularni, odvajaju se prorezima. Ovarij gornji s 2–4 karpela; ovuli, placentacijski aksilni ili bazalni; stil jedan, završni, s 2-4 stigmatična režnja. Plod je tvrd, neraspadajući, čahura s 4 kuta ili oraščić s bodljama.

## Rasprostranjenost
Svijet: 12 ili 13 rodova, c. 50 vrsta, Afrika, Madagaskar, Indija, Malezija i Australija. Australija: 2 roda, 4 vrste, Qld, N.S.W., Sjeverni teritorij, S.A., W.A.

## Rodovi
1. Tribus Pedalieae Dumort.
  1. Uncarina (Baill.) Stapf (14 spp.)
  2. Dewinteria van Jaarsv. & A. E. van Wyk (1 sp.)
  3. Rogeria J. Gay (4 spp.)
  4. Holubia Oliv. (1 sp.)
  5. Harpagophytum DC. ex Meisn. (2 spp.); Harpagofitum
  6. Pterodiscus Hook. (16 spp.)
  7. Pedalium P. Royen ex L. (1 sp.)
  8. Pedaliodiscus Ihlenf. (1 sp.)
2. Tribus Sesamothamneae Ihlenf.
  1. Sesamothamnus Welw. (6 spp.)
3. Tribus Sesameae Dumort.
  1. Sesamum L. (22 spp.)
  2. Josephinia Vent. (3 spp.)
  3. Dicerocaryum Bojer (4 spp.)
  4. Linariopsis Welw. (2 spp.)

Sinonimi:
- Ceratotheca Endl., sinonim za Sesamum
- Dicerocaryum Bojer, sinonim za Sesamum
- Josephinia Vent., sinonim za Sesamum

- Trapella sinensis
- Uncarina perrieri
- Sesamum rigidum
- Pterodiscus speciosus
- Ceratotheca triloba